# I. e. 361
Évszázadok: i. e. 5. század – i. e. 4. század – i. e. 3. század
Évtizedek: i. e. 410-es évek – i. e. 400-as évek – i. e. 390-es évek – i. e. 380-as évek – i. e. 370-es évek – i. e. 360-as évek – i. e. 350-es évek – i. e. 340-es évek – i. e. 330-as évek – i. e. 320-as évek – i. e. 310-es évek
Évek: i. e. 366 – i. e. 365 – i. e. 364 – i. e. 363 –  i. e. 362 – i. e. 361 – i. e. 360 – i. e. 359 – i. e. 358 – i. e. 357 – i. e. 356

## Események

### Perzsa Birodalom
- Tovább terjed a belső lázongás, a föníciai Szidón városa is felkel II. Artaxerxész ellen.

### Egyiptom
- Az egyiptomi Dzsedhór spártai (II. Ageszilaosz király vezetésével) és athéni (Khabriasz vezetésével) zsoldosok segítségével megindul, hogy elfoglalja a Perzsa Birodalom föníciai városait, de egy lázadás miatt vissza kell fordulnia. II. Ageszilaosznak nézeteltérése támad a fáraóval és átáll a lázadókhoz.

### Görögország
- Athénben Aphidnai Kallisztratoszt és Khabriaszt árulás vádjával bíróság elé állítják, mert korábban az ő tanácsukra engedték, hogy Thébai megszállja Oroposz városát és most nem voltak hajlandóak távozni. Kiváló védőbeszéde ellenére (Démoszthenész ennek hatására dönt úgy, hogy retorikát tanul) Kallisztratoszt halálra ítélik. Makedóniába menekül, ahol III. Perdikkasz királyt pénzügyi tanácsadója lesz. Khabriaszt felmentik és Egyiptomba hajózik, hogy zsoldosként segítse a fáraó harcát a perzsák ellen.
- Athén Leoszthenész vezetésével flottát küld a thesszáliai Pherai Alexandrosz ellen, aki azonban a Kükládoknál meglepi őt, elsüllyeszti öt háromevezősoros hajóját és 600 athéni katona odavész. Leoszthenészt bíróság elé állítják és kivégzik.

### Itália
- Platón visszatér Szürakuszaiba, hogy ismét megpróbálkozzon II. Dionüsziosz filozófiai oktatásával. Hamarosan vitába keveredik vele az i.e. 366-ban száműzött Dion ügyében és menekülnie kell Szicíliáról.
- Római consulok: Gaius Licinius Stolo és Gaius Sulpicius Peticus.
- Fosztogató gallok közelítik meg Rómát, Titus Quinctius Poenust dictatorrá nevezik ki. Az ütközet előtt egy óriás termetű gall párbajra hívja a római katonákat; Titus Manlius legyőzi őt.

## Kína
- Csin Hsziao-kung fejedelem kerül Csin állam élére, aki Sang Jang segítségével átfogó reformokat vezet be.

## Születések
- Agathoklész, szürakuszai türannosz

## Fordítás
- Ez a szócikk részben vagy egészben  a(z)   361 BC című angol Wikipédia-szócikk ezen változatának fordításán alapul.  Az eredeti cikk szerkesztőit annak laptörténete sorolja fel. Ez a jelzés csupán a megfogalmazás eredetét és a szerzői jogokat jelzi, nem szolgál a cikkben szereplő információk forrásmegjelöléseként.
- Ez a szócikk részben vagy egészben  a(z)   361 v. Chr. című német Wikipédia-szócikk ezen változatának fordításán alapul.  Az eredeti cikk szerkesztőit annak laptörténete sorolja fel. Ez a jelzés csupán a megfogalmazás eredetét és a szerzői jogokat jelzi, nem szolgál a cikkben szereplő információk forrásmegjelöléseként.